# Misión Santa Rosa de las Palmas

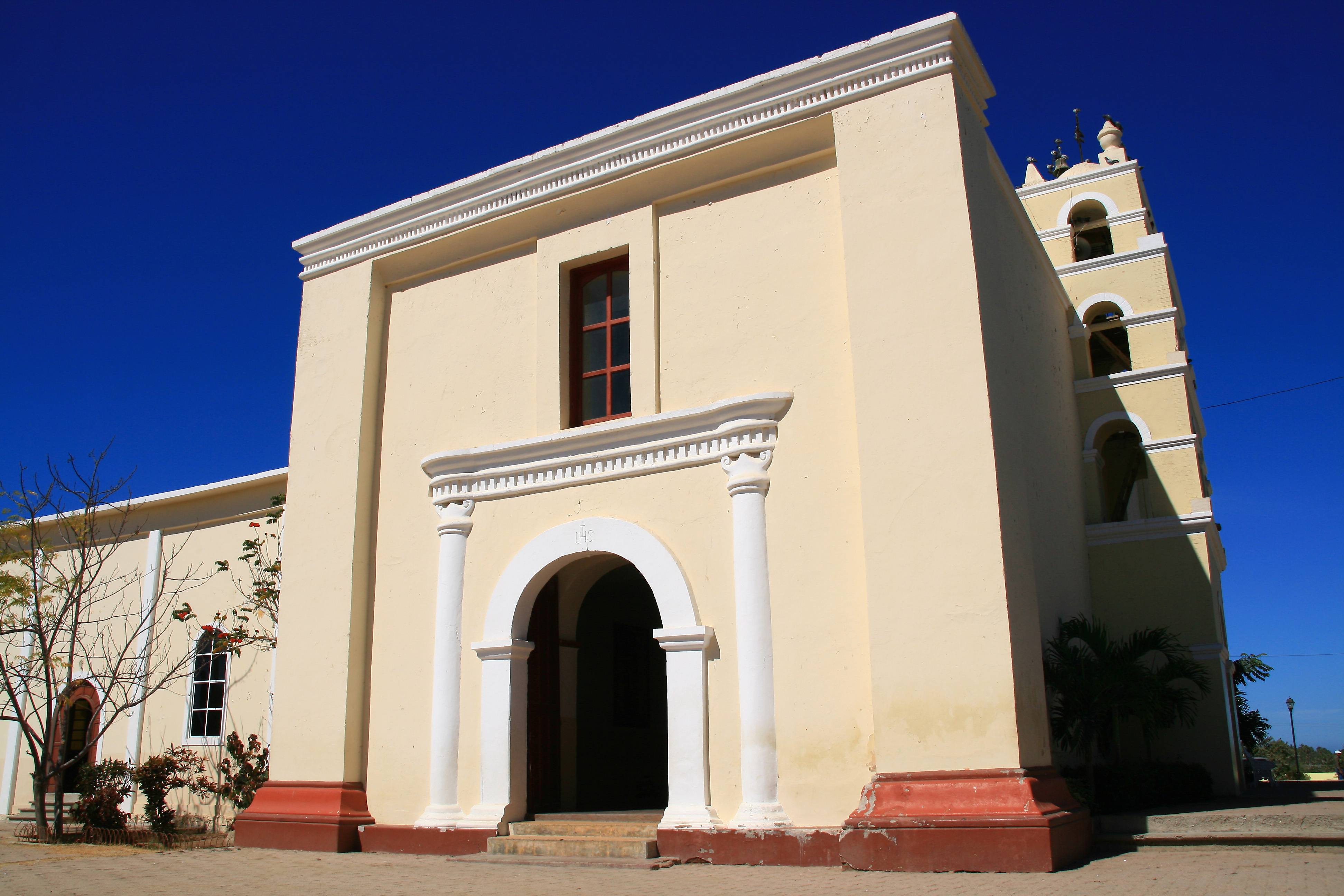
Misión Todos Santos.

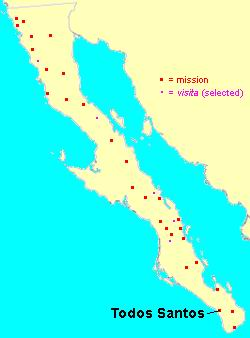
Misiones jesuíticas en la península de Baja California.

La Misión de Santa Rosa de las Palmas, está ubicada en el pueblo de Todos Santos, a 2 kilómetros del océano Pacífico, a 80 km al oeste de La Paz, Baja California Sur, México, y por él cruza el trópico de Cáncer

## Inicio como Visita
La misión fue establecida inicialmente como "Visita" (pequeña capilla que era visitada ocasionalmente por los misioneros) en 1723 con materiales endebles por el padre misionero Jaime Bravo, que cultivó la tierra en la zona con el fin de abastecer de alimentos a la Misión de Nuestra Señora del Pilar de la Paz de Airapí ubicada en lo que hoy es la ciudad y puerto de La Paz. 
En 1724 el padre misionero Lorenzo Carranco quedó como responsable de la "visita" hasta 1726 en que dejó de asistir a la "Visita".

## La fundación
En 1733 la visita se transformó en la Misión de Todos Santos, por el sacerdote misionero Segismundo Taraval, y la cambió de lugar, ya no en el Estero de las Palmas de cara al océano Pacífico, sino en la ranchería de Todos Santos ubicada a dos kilómetros del océano. Dicho sitio había sido habitado en el pasado por nativos guaycuras y desde 1731 habitaban el lugar nativos pericúes. 
Los recursos fueron dotados por el Marqués de Villapuente de la Peña para el honor de su cuñada Doña Rosa de la Peña y Rueda (ella aportó el dinero según Francisco Javier Clavijero). 
Segismundo había sustituido en la Misión de La Purísima de Cadegomó al padre Nicolás Tamaral, que fue enviado a fundar la Misión de San José del Cabo. El padre Taraval le dio el nombre de Misión de Santa Rosa (de la Ensenada) de las Palmas, nombre que no prosperó.
En 1749 la falta de agua obligó a los padres misioneros a abandonar la Misión de Nuestra Señora del Pilar de la Paz de Airapí ubicada en la actual ciudad de La Paz y se concentraron en la Misión de Todos Santos.
Todos los Santos se encuentra a 81 km al oeste de la ciudad de La Paz y a 75 km al norte de la ciudad de Cabo San Lucas. Cabo San Lucas, junto con San José del Cabo, forman uno de los polos de desarrollo turísticos más importantes de México conocido como Los Cabos.

## Reagrupamiento
Para el año 1767 las epidemias que habían traído a la región los europeos habían diezmado la población indígena, además los soldados del presidio de San José habían provocado grandes bajas entre los belicosos nativos. 
La despoblación empezó a golpear los asientos misionales de la región sur de la península por lo que fue necesario reagrupar a los sobrevivientes; los pocos pericúes que quedaban en la misión de Santa Rosa (Todos Santos) y la Misión de San José del Cabo Añuití fueron reagrupados en la Misión de Santiago de los Coras Añiñí, en tanto los guaycuras fueron enviados a la "Misión de Santa Rosa" ubicada en el poblado conocido como Todos Santos. Fue en esa época en que la misión empezó a ser conocida con el nombre del poblado.

## Abandono Temporal
En 1840 la Misión de Todos Santos, también conocida un corto tiempo como "Misión de Santa Rosa (de la Ensenada) de las Palmas" cerró sus puertas al culto religioso .
La Misión de Todos Santos es la misión que más nombre acumuló desde su fundación; ha sido conocida como:
- Visita en territorio Pericú.
- Misión de Santa Rosa de la Ensenada de las Palmas.
- Misión de Santa Rosa del Estero de las Palmas.
- Misión de Santa Rosa de Todos los Santos
- Misión de Todos Santos.
- Nuestra Señora del Pilar de Todos Santos, nombre actual.

## Renacimiento de la Misión
A partir de mediados del siglo XX la población de Todos Santos empezó a registrar un aumento poblacional y de actividades económicas. 
El abandonado templo de la vieja misión se decidió restaurar debido a una presencia de mohos y fue de nuevo puesta en servicio. En la actualidad el templo lleva el nombre de Nuestra Señora del Pilar de Todos Santos y se brindan servicios religiosos con la regularidad debida.